# 纳洪塔 (佐治亚州)
納洪塔（英語：Nahunta）是一個位於美國喬治亞州布蘭特利縣的城市。根據2010年美國人口普查，該地人口為1053人，而該地的面積約為7.34平方千米。同時該地也是布蘭特利縣的縣治。

## 地理
納洪塔的座標為31°12′16″N 81°58′56″W / 31.20444°N 81.98222°W，而該地的平均海拔高度為20米（即66英尺）。